# Aanpassingsstoornis
Een aanpassingsstoornis is een psychische aandoening. Deze treedt op als reactie op de emotionele en psychische stress die ontstaat bij belangrijke veranderingen in het leven (bijvoorbeeld overlijden, huwelijk, maatschappelijke ontwikkelingen enz.). Deze veranderingen kunnen zowel positief als negatief van aard zijn. In de DSM-5 zijn aanpassingsstoornissen geordend naar de overheersende symptomen. Aanpassingsstoornissen komen in acute en chronische vorm voor.
Aanpassingsstoornissen worden ingedeeld op grond van de meest op de voorgrond tredende symptomen:
- Angst of gespannenheid - nervositeit, onrust, rusteloosheid; bij kinderen separatieangst.
- Depressie - hopeloosheid, huilbuien, somberheid.
- Gecombineerd angstig en depressief.
- Gedragsproblemen - negeren van normen en regels, onaangepast gedrag; bij kinderen spijbelen, brutaliteiten, vechten, vandalisme.
- Gecombineerd emotioneel en gedragsgestoord - depressie en/of angst gecombineerd met een gedragsstoornis of onaangepast gedrag.
- Niet anderszins omschreven - psychosociale stress, lichamelijke klachten, teruggetrokkenheid, verminderde prestaties of concentratieproblemen bij werk of studie.

## Criteria volgens de DSM-classificatie
- A. De ontwikkeling van emotionele en/of gedragsmatige symptomen als reactie op (een) aanwijsbare stressor(en) die optreden binnen drie maanden na het begin van de stressor(en)
- B. Zodra de stressor of de gevolgen daarvan zijn verdwenen, persisterende de symptomen niet langer dan nog eens zes maanden

## Nederlandse zorgverzekering
Sinds 1 januari 2012 zit de behandeling van aanpassingsstoornissen niet meer in het basispakket van de Nederlandse zorgverzekering.